# Ricardo Armbruster

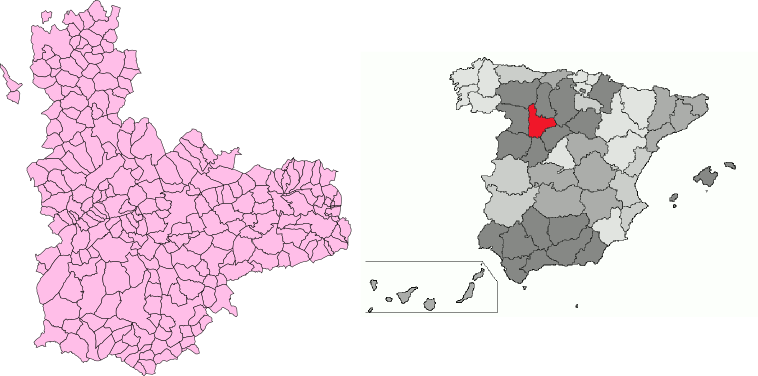
Mapa de Valladolid y su ubicación en España

Ricardo Armbruster (Madrid, 1944 - Ribadesella, 1976) fue un ecologista, aventurero y emprendedor español.

## Biografía
Ricardo Armbruster Blecher (Nano) nació en Madrid en el seno de la familia hispano/alemana Armbruster/Blecher. Su padre Eugenio Armbruster fue un industrial exitoso en España (tubos, plásticos, metales, energía, banca, forestal) y su madre, Trude Armbruster (nacida Blecher) fue una afamada violinista. 
Muy pronto, Ricardo Armbruster y su familia descubrieron que la escuela y la vida académica no iban a ser el camino preferido de Nano para su progreso personal. Sin embargo, Ricardo Armbruster desarrollaría un amplio instinto para la fauna y la naturaleza (años 1950), disfrutando de largas estancias en la finca familiar de Camorritos en Cercedilla, Madrid (España) y convirtiéndose en un respetado naturalista a una edad muy temprana. 
Poco después, a la edad de 17 años, decide viajar y aprender. Pasa diferentes temporadas en varias academias y trabajos en Suiza, Alemania y Londres, antes de regresar a Madrid y, de ahí, viajar al Continente Americano. Primero, viaja alrededor de Estados Unidos y México con su hermano y amigos, antes de aceptar un trabajo en una librería de Bogotá, Colombia. Desde ahí, y después de sentirse frustrado por el hecho de vender libros a medida (metros para decoración) y no para lectura, siente la llamada de la selva, se embarca en un viaje hacia el sur y desaparece en la Amazonía.
Mucho tiempo después Ricardo Armbruster reaparece en Tenerife, Islas Canarias. Se había dedicado a la caza en la selva, la filmación de películas de investigación, el apoyo a ejércitos nacionales en la exploración de territorios y, al final, en el contrabando de café para pagarse un pasaje de barco para volver a Europa. 
De vuelta en España, Ricardo Armbruster decide establecerse, casarse con Erika Born, también ciudadana hispano/alemana y tiene dos hijos: Yaukuma (por el nombre de un indio Mehinaku de la cuenca del Río Xingú) y Thurit Armbruster. 
El matrimonio se muda a Valladolid, en el norte de España, donde Ricardo Armbruster se convierte en un exitoso emprendedor, pero donde, sobre todo, es ampliamente reconocido por su ecologismo activista y su posicionamiento político (en contra del régimen dictatorial del General Francisco Franco).
Ricardo Armbruster fue, junto a Erika Born, Carlos Carrasco, José Gimeno y Rafael Álvarez-Taladriz, uno de los impulsores en Valladolid de AEORMA-Cuenca del Duero, la delegación en Castilla y León del grupo ecologista AEORMA (Asociación Española para la Ordenación del Medio Ambiente), una actividad estrictamente prohibida bajo el régimen de Franco. 
Armbruster fue también, junto a Julio Valdeón Baruque, José Luis Martín Rodríguez, José Luis Barrigón, Carlos Carrasco, Manuel Conde, Fernando Moráis y otros, uno de los fundadores del Instituto Regional Castellano-Leonés, una entidad que fomentaba la autonomía y el autogobierno que fue severamente perseguida por las autoridades del régimen franquista.
La casa de Erika y Ricardo Armbruster en el campo castellano (La Corala) pronto se convirtió en parada obligada para zoólogos y naturalistas a principio de los años 70 del siglo XX, que traían todo tipo de fauna para cuidar o ser curada, entre ellos Félix Rodríguez de la Fuente. Esto acabó convirtiendo la propiedad más en un zoológico que en una casa particular. La casa también se convirtió en un interesante lugar de encuentro para debates intensos sobre democracia y ecología entre intelectuales, artistas y oligarcas en España, que apreciaban las frescas ideas sobre política y ecología que Ricardo Armbruster, compartía.
Rebelde cristiano (se casó bajo escrutinio oficial y seguimiento de la prensa siguiendo los ritos católicos y luterano en una época de Nacional Catolicismo) Ricardo Armbruster murió el Domingo de Pascua en abril de 1976, a la edad de 32 años, en Ribadesella, Asturias (España), mientras buceaba en búsqueda de congrios y otras especies en las frías aguas del Mar Cantábrico.